# Krátký prodej
Krátký prodej (zastarale kontramina nebo kontremina, často se používá i anglický termín short-selling či slangově shortování) je způsob spekulace na pokles ceny nějaké komodity či cenného papíru (tzv. spekulace „à la baisse“). Investor si předmět spekulace za úplatu zapůjčí a okamžitě jej prodá třetí straně. Za nějaký čas – nejpozději v době, kdy má předmět spekulace vrátit tomu, kdo mu jej půjčil – investor nakoupí na trhu a vrátí to, co si předtím vypůjčil. Rozdíl cen v době prodeje třetí straně a v době zpětného nákupu je základem jeho zisku nebo ztráty. V případě, že cena mezi prodejem a zpětným nákupem výrazněji poklesla, je spekulace výhodná, zatímco v opačném případě investor zaznamená ztrátu. Krátký prodej proto používají obchodníci, kteří spekulují na pokles cen („medvědi“) nebo se chtějí proti poklesu cen zajistit.
Jedná se tedy o jakousi formu půjčky, kdy napřed aktivum prodáme, počkáme, až cena akcie klesne, a potom jí koupíme zpět a inkasujeme rozdíl cen. Opačná spekulace, tedy na růst ceny, se nazývá dlouhý prodej. Vedle krátkých prodejů v praxi existují i prázdné prodeje. Tak se označuje praktika, kdy prodávající v okamžiku uzavření smlouvy o prodeji nedisponuje předmětem, který prodává. Tato praktika je v některých zemích zakázána.
Krátký prodej je praxe, která je v morální perspektivě považována za negativní; konkrétněji bylo zdůrazněno, že „Vydělávání peněz na klesajících hodnotách firem je jednoduše parazitováním na neštěstí druhých.“

## Příklad
Obchodník obchoduje na trhu e-mini S&P 500, kde se rozhodne vstoupit do Short pozice. Příkazem Sell tedy prodá kontrakt za cenu 1200 bodů a spekuluje na pokles. O hodinu později cena poklesne o 15 bodů a obchodník kontrakt nakoupí, neboli vystoupí z pozice na ceně 1185. Inkasuje zisk ve výši 15×50 dolarů (jeden bod na trhu e-mini S&P 500 Index představuje 50 dolarů), což je 750 dolarů.

## Regulace krátkého prodeje
Technika krátkého prodeje se do povědomí širšího okruhu odborné veřejnosti dostala více v 21. století, především potom v roce 2008, a to vlivem finanční krize. První otázkou ohledně regulací je, zda vůbec regulovat krátké obchody. V případě zvolení kladné odpovědi bezprostředně následuje vlna diskusí o možnostech takovéto regulace. V úvahu jsou nástroje finančních regulátorů, způsob regulací a dále pak požadavek jejich dodržování, popřípadě uplatnění zvolených sankcí. Účelem regulací je stanovení pravidel pro finanční instituce pohybující se na trhu a stanovení podmínek jejich fungování.
Metody regulace krátkého prodeje
1. Určení oprávněných instrumentů
2. Stanovení povoleného rozsahu po určitou dobu
3. Kontrola procesu obchodování
4. Požadavek dostupnosti cenného papíru

Nástroje regulací a jejich cíle
1. Omezení cenných papírů povolených ke krátkým prodejům za účelem snížení rizika manipulace s méně likvidními akciemi, jež jsou k ní více náchylné a volatilní.
2. Omezení krátkého prodeje určitých cenných papírů v době chaosu na trhu, čímž se snaží předejít chaosu na trhu a hrozbě selhání vypořádání obchodu.
3. Omezení krátkého prodeje v době vyšší náchylnosti trhu ve snaze chránit účastníky trhu proti manipulaci, jež by mohla nepříznivě ovlivnit finanční operace.
4. Stanovení maximálního procenta akcií, jež mohou být použity pro krátké prodeje. Tímto nástrojem se předchází nadměrnému množství provedených krátkých prodejů.
5. Pravidla omezující krátký prodej od určité nízké tržní hodnoty akcie. V době poklesu hodnot akcií tím snižují tempo poklesu tržních hodnot.
6. Zákaz nekrytých krátkých prodejů, a tím minimalizovat selhání vypořádání obchodu.
7. Požadavek stanovení ziskové marže při zapůjčování akcií. Cílem je chránit brokery a další účastníky transakce před úvěrovým rizikem.[4]

Ještě v době ekonomické prosperity vydal v roce 2002 z důvodu změny obchodního prostředí a spekulativních obchodů britský regulační úřad Financial Services Authority (dále jen FSA) Dokument k diskuzi na téma krátkého prodeje, v němž vyjádřil svůj postoj k regulacím krátkého prodeje. Krátký prodej byl popsán jako zákonná investiční technika, jež přispívá k efektivnosti na trhu prostřednictvím cenových korekcí u nadhodnocených akcií, podporuje obchody s deriváty, zajišťovací aktivity a přispívá k likviditě na trhu. Ve zprávě označili přijetí regulačních opatření jako neefektivní a nevhodné vzhledem k aktuálním tržním podmínkám. Nicméně větší informovanost a transparentnost o krátkých pozicích zhodnotili jako přínosnou pro účastníky trhu. Proto je v závěru dokumentu podán výčet možností, jakými způsoby je možné zvýšit transparentnost krátkého prodeje:
- oznamování krátkých pozic na promptních trzích stanoveným institucím
- zveřejňování krátkých pozic na promptních i termínových trzích
- získávání dat o množství vypůjčených cenných papírů
- zveřejňování krátkých pozic emitentům cenných papírů od určité prahové hodnoty
- zveřejňování veškerých nekrytých krátkých pozic na peněžních trzích
- zveřejňování krátkých pozic generálních ředitelů společností[5]

Výhody transparentnosti
- Včasné informace o objemech mohou přinést účastníkům trhu signál o možné existenci nadhodnoceného cenného papíru.
- Odstranění nejasností o tom, zda obchodování určité akcie bylo předmětem krátkých prodejů či nikoliv, by mělo podnítit investory k vyšší obchodní aktivitě. Což je důležité zejména z důvodu častých falešných zpráv o objemech krátkého prodeje, které mají negativní dopad na vývoj trhů.
- Investoři, jež mají dostupné informace o krátkých prodejích, počítají s tím, že v budoucnu budou muset být tyto akcie znovu prodány jiným kupcům.
- Posílení transparentnosti vede ke snížení množství pokusů o zneužití trhu a manipulaci s ním.

Nevýhody transparentnosti
- Odrazení obchodníků od uzavírání krátkých prodejů. Zveřejnění informací o uzavřených krátkých prodejích vyvolává u jiných účastníků trhu snahu ovlivnit vývoj trhu opačným směrem, může to vést až k situaci, jež je označována jako „bear squeeze“, český ekvivalent medvědí stisk. V této situaci jsou tržní ceny akcií tlačeny vlivem poptávky nahoru, na čemž vykazují velké ztráty obchodníci s krátkými prodeji. Ti jsou následkem toho odrazeni od uzavírání krátkých prodejů a dochází ke snížení likvidity trhu.
- Problémy s interpretací informací. Nejčastěji se důvody uskutečňování krátkého prodeje spojují s tím, že obchodníci považují dané akcie nadhodnocené, a proto očekávají pokles jejich tržních hodnot. S rozvojem finančních trhů je krátký prodej využíván také jako nástroj arbitráže i zajišťování. Pokud slouží k těmto dvěma funkcím, obchodníci nemusí považovat akcie za nadhodnocené, nicméně zveřejňované informace mohou účastníky trhu uvést v omyl, jelikož neznají účel provedených prodejů nakrátko.[5]